# Regno dei Burgundi
Il Regno dei Burgundi o Primo Regno di Borgogna è stato un regno fondato dalla popolazione germanica dei Burgundi dapprima lungo il corso del Reno e successivamente in Savoia nel corso del V secolo.

## Storia

### Antefatti
I Burgundi, una tribù dei Germani orientali, potrebbero essere migrati dall'isola danese di Bornholm fino al bacino della Vistola nel corso del III secolo. Il primo re dei Burgundi documentato, anche se non storicamente accertato, Gjúki (Gebicca), visse verso la fine del IV secolo.
Nel 406 gli Alani, Vandali, Svevi - e probabilmente i Burgundi - attraversarono il Reno e invasero la Gallia romana. I Burgundi si insediarono come foederati nella provincia romana di Germania II lungo il medio corso del Reno.

### Regno
Nel 411, il re burgundo Gunther (o Gundahar o Gundicaro) in cooperazione con Goar, re degli Alani, elevò Giovino come imperatore fantoccio. Sotto il pretesto dell'autorità imperiale di Giovino, Gunther insediò il suo popolo sulla riva occidentale e romana del Reno, tra i fiumi Lauter e Nahe, occupando le città di Borbetomagus (l'odierna Worms), Spira, e Strasburgo. Apparentemente in seguito a una tregua, successivamente fu l'imperatore Onorio stesso a concedere loro ufficialmente la terra dove insediarsi. I Burgundi stabilirono la propria capitale a Borbetomagus.
Nonostante la concessione di essere riconosciuti come foederati, le incursioni burgunde nella Gallia Belgica divennero intollerabili per i Romani e vennero brutalmente portate alla fine nel 436, quando il generale romano Flavio Ezio sollecitò l'intervento dei mercenari Unni che provocarono il collasso del regno burgundo nel 437. Gunther fu ucciso nel corso degli scontri, si narra insieme alla maggioranza dei Burgundi. La campagna ispirò il poema medievale dei Nibelungenlied (Nibelunghi).
Gunther fu succeduto come re da Gunderico (o Gundioco o Gondioco) nel 437. Dopo il 443, i superstiti Burgundi furono reinsediati da Ezio in Sapaudia (Savoia) nell'odierna Francia Centrale, ancora una volta come foederati, nella provincia romana di Maxima Sequanorum, dove stabilirono la propria capitale a Lugdunum (l'odierna Lione). Nel 451, Gunderico unì le forze con Ezio contro Attila, re degli Unni, nella battaglia dei Campi Catalauni. Successivamente, quando Roma non fu più in grado di garantire protezione agli abitanti della Gallia, i Sequani si fusero nel nuovo Regno dei Burgundi. I loro tentativi di allargare il loro regno lungo il Rodano li portò in conflitto con il Regno visigoto a sud.
Spentosi Gunderico nel 473, il suo regno fu diviso tra i suoi quattro figli: Gundobado (473–516 a Lione, re di tutti i Burgundi dal 480), Chilperico II (473–493 a Valence), Gundomaro/Godomaro (473–486 a Vienne) e Godegiselo (473–500, a Vienne e Ginevra).

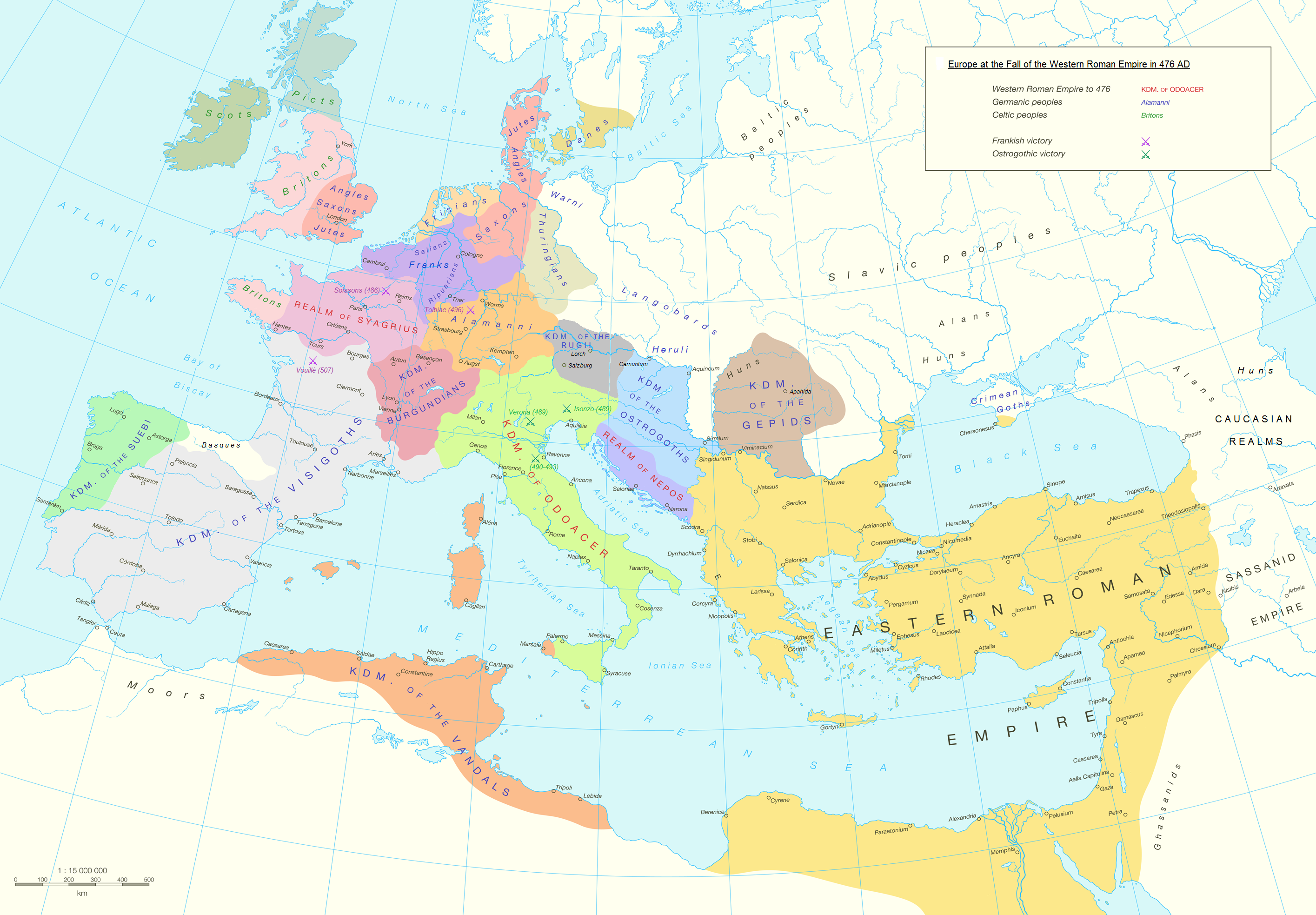
L'Europa nel 476, anno della caduta dell'Impero romano d'Occidente.

In seguito alla caduta dell'Impero romano d'Occidente nel 476, il Re Gundobado si alleò con il potente re franco Clodoveo I contro la minaccia del re degli Ostrogoti Teodorico. Fu pertanto in grado di rendere sicuri i territori burgundi, e compilò inoltre il Lex Burgundionum, un codice di diritto antico germanico.
Secondo Gregorio di Tours (538–594), nel 493 Gundobado uccise suo fratello Chilperico II ed esiliò sua figlia Clotilde, che aveva sposato il re merovingio Clodoveo, Re dei Franchi, che aveva appena conquistato la Gallia settentrionale. Il declino del regno cominciò quando furono attaccati dai loro precedenti alleati franchi. Nel 523, i figli di Re Clodoveo condussero delle campagne nei territori burgundi, istigati dalla madre Clotilde, per vendicare l'assassinio di suo padre ad opera di Gundobado. Nel 532, i Burgundi subirono una sconfitta decisiva ad opera dei Franchi nella battaglia di Autun, in seguito alla quale re Gondomaro fu ucciso e il regno dei Burgundi incorporato nel Regno dei Franchi nel 534.

## Re
- Gebicca (fine IV secolo – c. 407)
- Gundomaro I (c. 407 – 411), figlio di Gebicca
- Giselher (c. 407 – 411), figlio di Gebicca
- Gunther (c. 407 – 436), figlio di Gebicca

Flavio Ezio sposta i Burgundi in Sapaudia (Alto Bacino del Rodano).
- Gunderico/Gundioco (436–473) in opposizione a
  - Chilperico I, fratello di Gundioco (443–c. 480)
- divisione del regno tra i quattro figli di Gundioco:
  - Gundobado (473–516 a Lione, re di tutti i Burgundi dal 480),
  - Chilperico II (473–493 a Valence)
  - Gundomaro/Godomaro (473–486 a Vienne)
  - Godegiselo (473–500, a Vienne e Ginevra)
- Sigismondo, figlio di Gundobado (516–523)
- Gondomaro o Gundimaro, figlio di Gundobado (523–532)